# Eikenzilvervlekmot
De eikenzilvervlekmot (Heliozela sericiella) is een vlinder uit de familie zilvervlekmotten (Heliozelidae). De wetenschappelijke naam is voor het eerst geldig gepubliceerd in 1828 door Haworth.
De soort komt voor in Europa.